# Laetiporus sulphureus
Laetiporus sulphureus es una especie de hongo que se encuentra en Europa y América del Norte. Sus esporocarpos o cuerpos fructíferos crecen como llamativas estructuras de color amarillo dorado en troncos y ramas de árboles.También se lo encuentra en América del Sur específicamente en Ecuador en zonas montañosas y en árboles como el eucalipto.

## Taxonomía y filogenética.
Laetiporus sulphureus fue descrito por primera vez como Boletus sulphureus por el micólogo francés Pierre Bulliard en 1789. Tuvo muchos sinónimos y finalmente recibió su nombre actual en 1920 por el micólogo estadounidense William Murrill. Laetiporus significa "con poros brillantes" y sulphureus significa del color del azufre.
Las investigaciones en América del Norte han demostrado que existen varias especies similares dentro de lo que se ha considerado L. sulphureus, y que el verdadero L. sulphureus puede estar restringido a regiones al este de las  Montañas Rocosas. Los análisis filogenéticos de ITS, subunidades grandes nucleares y secuencias de ADNr de subunidades mitocondriales pequeñas de colecciones norteamericanas han delineado cinco clados distintos dentro del núcleo del clado de Laetiporus:
- Clado Conifericola : contiene especies que viven en coníferas, como L. conifericola y L. huroniensis. Todas las otras especies probadas crecen en angiospermas.
- Clado Cincinnatus : contiene a L. cincinnatus.
- Clado Sulphureus I: contiene aislados de L. sulfureus de poro blanco.
- Clado Sulphureus II: contiene aislados de L. sulfureus de poro amarillo.
- Clado Gilbertsonii : contiene L. gilbertsonii y aislados del Caribe no identificados.

## Descripción
El cuerpo fructífero emerge directamente del tronco de un árbol e, inicialmente, tiene forma de botón, pero pronto se expande con forma de abanicos superpuestos. Es de color amarillo azufre o naranja brillante y tiene una textura similar a la de una gamuza. La superficie fértil es de color amarillo azufre con pequeños poros o tubos y produce una impresión de esporas blancas. Cuando está fresca, la carne es suculenta con un fuerte aroma fúngico y exuda un jugo amarillento y transparente, pero pronto se vuelve seca y quebradiza.

## Distribución y hábitat

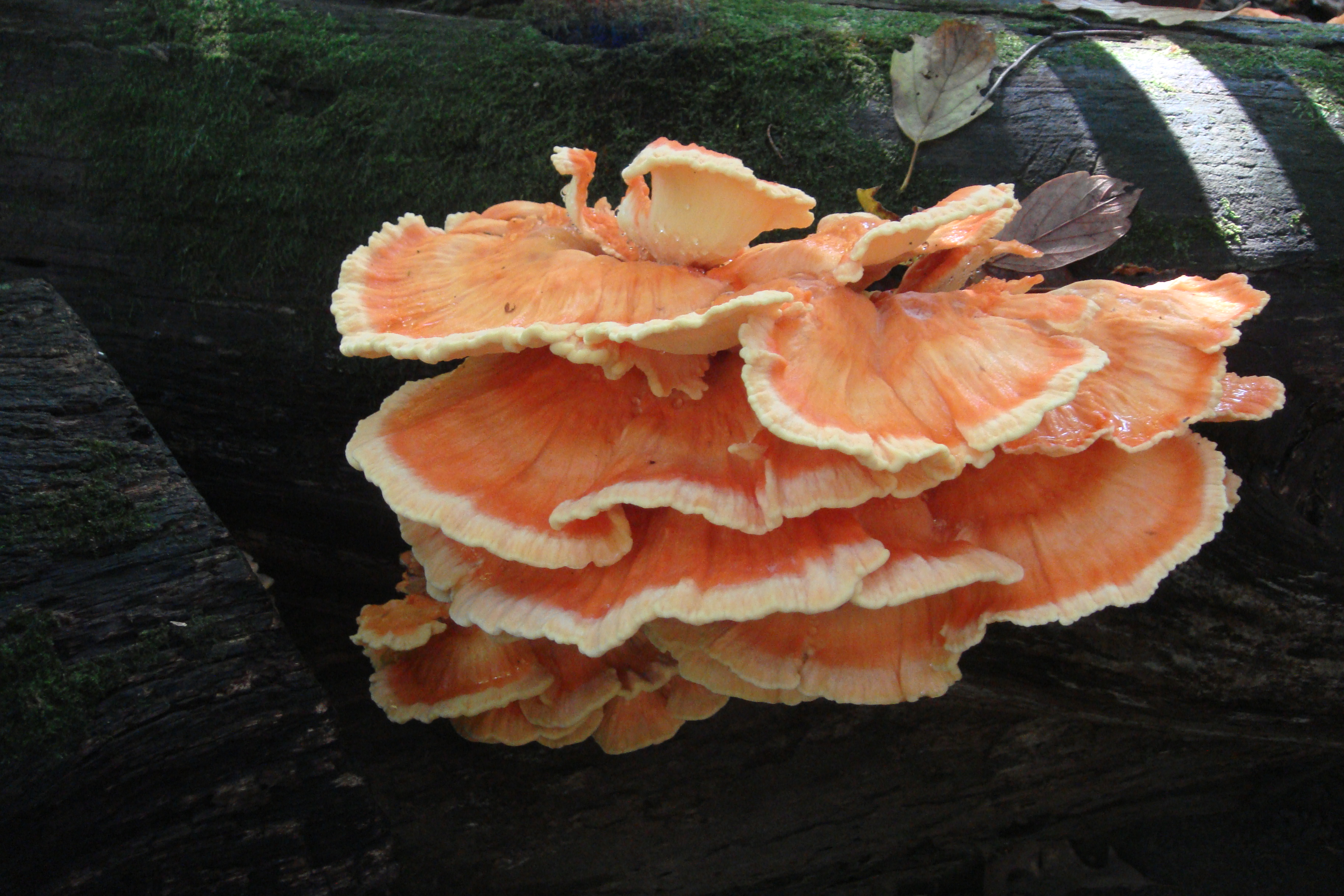
Pollo del Bosque (Laetiporus sulphureus) en Parque de Perspectiva, Brooklyn, Nueva York el 5 de octubre de 2012.

Laetiporus sulphureus se distribuye ampliamente en Europa y América del Norte, aunque su alcance puede estar restringido a áreas al este de las Montañas Rocosas. Crece en maderas duras muertas o maduras y se ha informado de una gran variedad de árboles hospedadores, como Quercus, Prunus, Pyrus, Populus, Salix, Robinia y Fagus, ocasionalmente también de coníferas, desde agosto hasta octubre o más tarde, a veces tan temprano como junio. En la región mediterránea, esta especie se encuentra generalmente en Ceratonia y Eucalyptus.

### Parasitismo
El hongo causa la pudrición cúbica marrón del duramen en las raíces, la base del árbol y el tallo. Después de la infección, la madera al principio se decolora de amarillo a rojo, pero posteriormente se vuelve marrón rojiza y quebradiza. En las etapas finales de la descomposición, la madera se puede deshacer en polvo entre los dedos.

### Récord mundial Guinness
Un espécimen que pesaba 100 libras (más de 45 kg) fue encontrado en New Forest, Hampshire, Reino Unido, el 15 de octubre de 1990.

## Comestibilidad

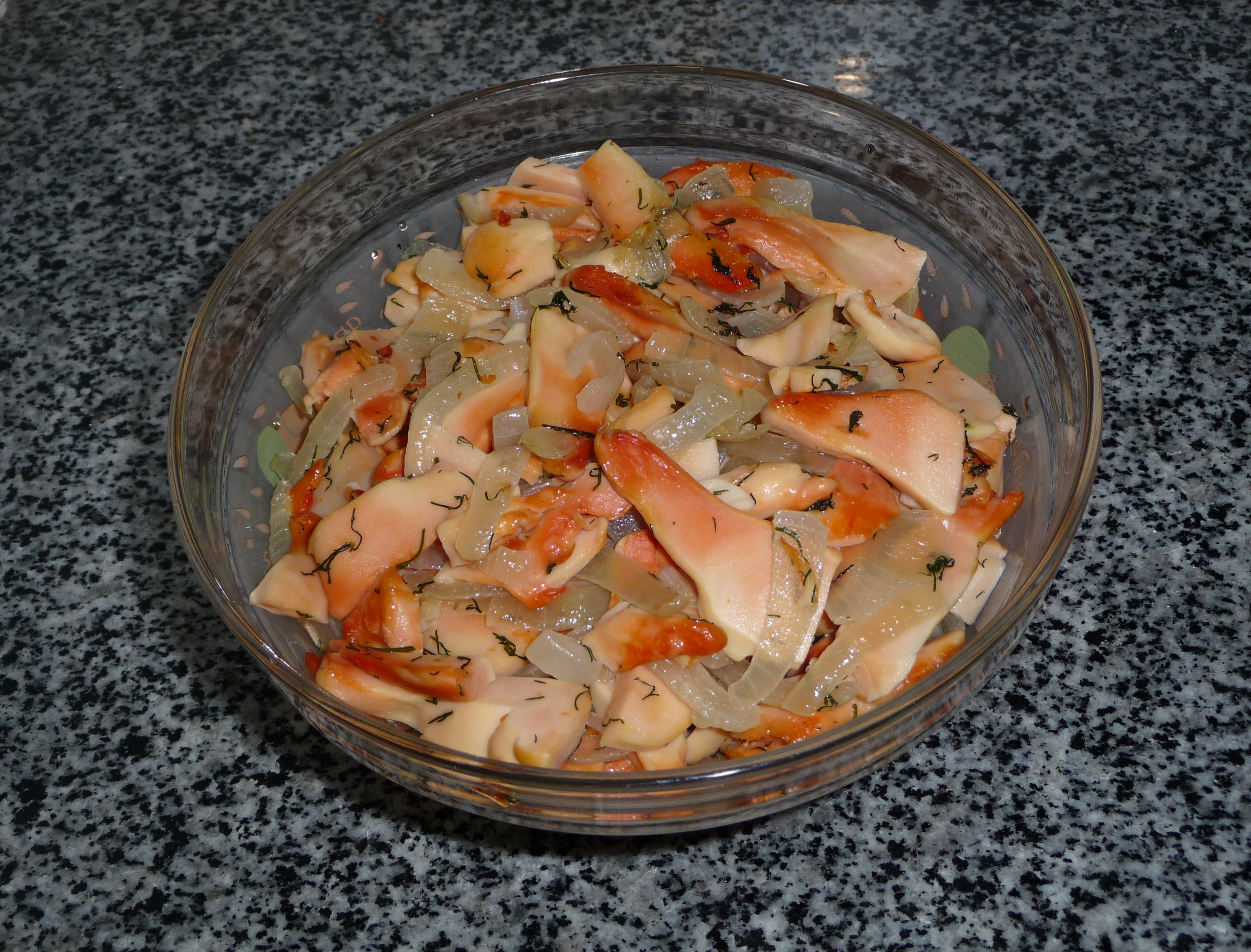
Laetiporus sulphureus plato preparado.

El hongo se consume en Alemania y América del Norte. Sin embargo, muchas personas experimentan reacciones de intolerancia que pueden ser graves, incluidos vómitos y fiebre.
La causa de estas reacciones es una lectina que exhibe actividades hemolíticas y de hemaglutinación. Las lectinas hemolíticas son proteínas con afinidad de unión a los carbohidratos que lisan y aglutinan las células.